# NHL 2018/2019
Sezóna 2018/19 je 102. sezónou v historii severoamerické a světově nejprestižnější hokejové ligy světa National Hockey League (zkratka NHL).

## Základní část

### Tabulky
| Vysvětlivky                                                                |
| -------------------------------------------------------------------------- |
| Celkový vítěz základní části (zisk Presidents' Trophy) a postup do playoff |
| Tým skončil na prvním místě v konferenci a postoupil do playoff            |
| Tým skončil na prvním místě v divizi a postoupil do playoff                |
| Ostatní týmy přímo postupující do playoff                                  |
| Postupující do playoff na divokou kartu                                    |
| Vyřazené týmy na divokou kartu                                             |
| Ostatní vyřazené týmy                                                      |

Poznámka: Na divokou kartu postoupí z každé konference dva nejlepší týmy ze čtyř na 4. a 5. místě.

#### Východní konference
| Atlantická divize |                     |    |    |    |    |    |         |     |
| Poz.              | Tým                 | Z  | V  | VP | PP | P  | SCO     | B   |
| 1.                | Tampa Bay Lightning | 82 | 49 | 13 | 4  | 16 | 325:222 | 128 |
| 2.                | Boston Bruins       | 82 | 38 | 11 | 9  | 24 | 259:215 | 107 |
| 3.                | Toronto Maple Leafs | 82 | 40 | 6  | 8  | 28 | 286:251 | 100 |
| 4.                | Montreal Canadiens  | 82 | 37 | 7  | 8  | 30 | 249:236 | 96  |
| 5.                | Florida Panthers    | 82 | 26 | 10 | 13 | 33 | 267:280 | 85  |
| 6.                | Buffalo Sabres      | 82 | 21 | 12 | 10 | 39 | 226:271 | 76  |
| 7.                | Detroit Red Wings   | 82 | 20 | 12 | 10 | 40 | 227:277 | 74  |
| 8.                | Ottawa Senators     | 82 | 23 | 6  | 6  | 47 | 242:302 | 64  |

| Metropolitní divize |                       |    |    |    |    |    |         |     |
| Poz.                | Tým                   | Z  | V  | VP | PP | P  | SCO     | B   |
| 1.                  | Washington Capitals   | 82 | 39 | 9  | 8  | 26 | 278:249 | 104 |
| 2.                  | New York Islanders    | 82 | 37 | 11 | 7  | 27 | 228:196 | 103 |
| 3.                  | Pittsburgh Penguins   | 82 | 37 | 7  | 12 | 26 | 273:241 | 100 |
| 4.                  | Carolina Hurricanes   | 82 | 39 | 7  | 7  | 29 | 245:223 | 99  |
| 5.                  | Columbus Blue Jackets | 82 | 37 | 10 | 4  | 31 | 258:232 | 98  |
| 6.                  | Philadelphia Flyers   | 82 | 28 | 9  | 8  | 37 | 244:281 | 82  |
| 7.                  | New York Rangers      | 82 | 23 | 9  | 14 | 36 | 227:272 | 78  |
| 8.                  | New Jersey Devils     | 82 | 25 | 6  | 10 | 41 | 222:275 | 72  |

#### Západní konference
| Centrální divize |                     |    |    |    |    |    |         |     |
| Poz.             | Tým                 | Z  | V  | VP | PP | P  | SCO     | B   |
| 1.               | Nashville Predators | 82 | 38 | 9  | 6  | 29 | 240:214 | 100 |
| 2.               | Winnipeg Jets       | 82 | 38 | 9  | 5  | 30 | 272:244 | 99  |
| 3.               | St. Louis Blues     | 82 | 36 | 9  | 9  | 28 | 247:223 | 99  |
| 4.               | Dallas Stars        | 82 | 36 | 7  | 7  | 32 | 210:202 | 93  |
| 5.               | Colorado Avalanche  | 82 | 33 | 5  | 14 | 30 | 260:246 | 90  |
| 6.               | Chicago Blackhawks  | 82 | 24 | 12 | 12 | 34 | 270:292 | 84  |
| 7.               | Minnesota Wild      | 82 | 33 | 4  | 9  | 36 | 211:237 | 83  |

| Pacifická divize |                      |    |    |    |    |    |         |     |
| Poz.             | Tým                  | Z  | V  | VP | PP | P  | SCO     | B   |
| 1.               | Calgary Flames       | 82 | 45 | 5  | 7  | 25 | 289:227 | 107 |
| 2.               | San Jose Sharks      | 82 | 38 | 8  | 9  | 27 | 289:261 | 101 |
| 3.               | Vegas Golden Knights | 82 | 36 | 7  | 7  | 32 | 249:230 | 93  |
| 4.               | Arizona Coyotes      | 82 | 30 | 9  | 8  | 35 | 213:223 | 86  |
| 5.               | Vancouver Canucks    | 82 | 22 | 13 | 11 | 36 | 225:254 | 81  |
| 6.               | Anaheim Ducks        | 82 | 27 | 8  | 10 | 37 | 199:251 | 80  |
| 7.               | Edmonton Oilers      | 82 | 24 | 11 | 9  | 38 | 232:274 | 79  |
| 8.               | Los Angeles Kings    | 82 | 22 | 9  | 9  | 42 | 202:263 | 71  |

## Hráčské statistiky základní části

### Kanadské bodování
Toto je konečné pořadí hráčů podle dosažených bodů. Za jeden vstřelený gól nebo přihrávku na gól hráč získal jeden bod.
| Poř. | Hráč              | Tým                 | Z  | G  | A  | B   | TM | +/- |
| ---- | ----------------- | ------------------- | -- | -- | -- | --- | -- | --- |
| 1.   | Nikita Kučerov    | Tampa Bay Lightning | 82 | 41 | 87 | 128 | 62 | +24 |
| 2.   | Connor McDavid    | Edmonton Oilers     | 78 | 41 | 75 | 116 | 20 | +3  |
| 3.   | Patrick Kane      | Chicago Blackhawks  | 81 | 44 | 66 | 110 | 22 | +2  |
| 4.   | Leon Draisaitl    | Edmonton Oilers     | 82 | 50 | 55 | 105 | 52 | +2  |
| 5.   | Brad Marchand     | Boston Bruins       | 79 | 36 | 64 | 100 | 96 | +15 |
| 6.   | Sidney Crosby     | Pittsburgh Penguins | 79 | 35 | 65 | 100 | 36 | +18 |
| 7.   | Nathan MacKinnon  | Colorado Avalanche  | 82 | 41 | 58 | 99  | 34 | +20 |
| 8.   | Johnny Gaudreau   | Calgary Flames      | 82 | 36 | 63 | 99  | 24 | +18 |
| 9.   | Steven Stamkos    | Tampa Bay Lightning | 82 | 45 | 53 | 98  | 37 | +4  |
| 10.  | Aleksander Barkov | Florida Panthers    | 82 | 35 | 61 | 96  | 8  | -3  |

### Hodnocení brankářů
Toto je konečné pořadí nejlepších deseti brankářů seřazených podle průměru obdržených branek na zápas. Odchytaných minimálně 1920 minut.
| Poř. | Hráč               | Tým                 | Z. | MIN  | OG  | PZ   | PS   | POG  | Úsp%  |
| ---- | ------------------ | ------------------- | -- | ---- | --- | ---- | ---- | ---- | ----- |
| 1.   | Jordan Binnington  | St. Louis Blues     | 32 | 1881 | 59  | 748  | 807  | 1.88 | 92.69 |
| 2.   | Ben Bishop         | Dallas Stars        | 46 | 2648 | 87  | 1236 | 1323 | 1.97 | 93.42 |
| 3.   | Robin Lehner       | New York Islanders  | 46 | 2630 | 93  | 1230 | 1323 | 2.12 | 92.97 |
| 4.   | Thomas Greiss      | New York Islanders  | 43 | 2306 | 87  | 1098 | 1185 | 2.26 | 92.66 |
| 5.   | Darcy Kuemper      | Arizona Coyotes     | 55 | 3266 | 126 | 1551 | 1677 | 2.31 | 92.49 |
| 6.   | Jaroslav Halák     | Boston Bruins       | 40 | 2319 | 90  | 1068 | 1158 | 2.33 | 92.23 |
| 7.   | Petr Mrázek        | Carolina Hurricanes | 40 | 2399 | 95  | 1009 | 1104 | 2.38 | 91.39 |
| 8.   | Andrej Vasilevskij | Tampa Bay Lightning | 53 | 3215 | 128 | 1585 | 1713 | 2.39 | 92.53 |
| 9.   | Pekka Rinne        | Nashville Predators | 56 | 3232 | 130 | 1451 | 1581 | 2.41 | 91.78 |
| 10.  | Tuukka Rask        | Boston Bruins       | 46 | 2648 | 109 | 1136 | 1245 | 2.47 | 91.25 |

## Playoff
Všechny série play-off se hrají na čtyři vítězná utkání. První zápasy byly odehrány v noci z 11. na 12. dubna 2019 středoevropského letního času (SELČ). Jméno vyše nasazeného týmu uvedeno v horním řádku soupeřící dvojice.
|  | Čtvrtfinále konference | Čtvrtfinále konference | Čtvrtfinále konference |   |                     | Semifinále konference | Semifinále konference | Semifinále konference |  |    | Finále konference   | Finále konference | Finále konference |  |    | Finále Stanley Cupu | Finále Stanley Cupu | Finále Stanley Cupu |
|  |                        |                        |                        |   |                     |                       |                       |                       |  |    |                     |                   |                   |  |    |                     |                     |                     |
|  | M1                     | Washington Capitals    | 3                      |   |                     |                       |                       |                       |  |    |                     |                   |                   |  |    |                     |                     |                     |
|  | WC                     | Carolina Hurricanes    | 4                      |   |                     |                       |                       |                       |  |    |                     |                   |                   |  |    |                     |                     |                     |
|  | WC                     | Carolina Hurricanes    | 4                      |   | WC                  | Carolina Hurricanes   | 4                     |                       |  |    |                     |                   |                   |  |    |                     |                     |                     |
|  |                        |                        |                        |   | WC                  | Carolina Hurricanes   | 4                     |                       |  |    |                     |                   |                   |  |    |                     |                     |                     |
|  |                        | M2                     | New York Islanders     | 0 |                     |                       |                       |                       |  |    |                     |                   |                   |  |    |                     |                     |                     |
|  | M2                     | M2                     | New York Islanders     | 0 | New York Islanders  | 4                     |                       |                       |  |    |                     |                   |                   |  |    |                     |                     |                     |
|  | M2                     |                        |                        |   | New York Islanders  | 4                     |                       |                       |  |    |                     |                   |                   |  |    |                     |                     |                     |
|  | M3                     | Pittsburgh Penguins    | 0                      |   |                     |                       |                       |                       |  |    |                     |                   |                   |  |    |                     |                     |                     |
|  | M3                     | Pittsburgh Penguins    | 0                      |   |                     |                       |                       |                       |  | WC | Carolina Hurricanes | 0                 |                   |  |    |                     |                     |                     |
|  | Východní konference    |                        |                        |   |                     |                       |                       |                       |  | WC | Carolina Hurricanes | 0                 |                   |  |    |                     |                     |                     |
|  |                        | A2                     | Boston Bruins          | 4 |                     |                       |                       |                       |  |    |                     |                   |                   |  |    |                     |                     |                     |
|  | A2                     | A2                     | Boston Bruins          | 4 | Boston Bruins       | 4                     |                       |                       |  |    |                     |                   |                   |  |    |                     |                     |                     |
|  | A2                     |                        |                        |   | Boston Bruins       | 4                     |                       |                       |  |    |                     |                   |                   |  |    |                     |                     |                     |
|  | A3                     | Toronto Maple Leafs    | 3                      |   |                     |                       |                       |                       |  |    |                     |                   |                   |  |    |                     |                     |                     |
|  | A3                     | Toronto Maple Leafs    | 3                      |   | A2                  | Boston Bruins         | 4                     |                       |  |    |                     |                   |                   |  |    |                     |                     |                     |
|  |                        |                        |                        |   | A2                  | Boston Bruins         | 4                     |                       |  |    |                     |                   |                   |  |    |                     |                     |                     |
|  |                        | WC                     | Columbus Blue Jackets  | 2 |                     |                       |                       |                       |  |    |                     |                   |                   |  |    |                     |                     |                     |
|  | A1                     | WC                     | Columbus Blue Jackets  | 2 | Tampa Bay Lightning | 0                     |                       |                       |  |    |                     |                   |                   |  |    |                     |                     |                     |
|  | A1                     |                        |                        |   | Tampa Bay Lightning | 0                     |                       |                       |  |    |                     |                   |                   |  |    |                     |                     |                     |
|  | WC                     | Columbus Blue Jackets  | 4                      |   |                     |                       |                       |                       |  |    |                     |                   |                   |  |    |                     |                     |                     |
|  | WC                     | Columbus Blue Jackets  | 4                      |   |                     |                       |                       |                       |  |    |                     |                   |                   |  | A2 | Boston Bruins       | 3                   |                     |
|  |                        |                        |                        |   |                     |                       |                       |                       |  |    |                     |                   |                   |  | A2 | Boston Bruins       | 3                   |                     |
|  |                        | C3                     | St. Louis Blues        | 4 |                     |                       |                       |                       |  |    |                     |                   |                   |  |    |                     |                     |                     |
|  | C1                     | C3                     | St. Louis Blues        | 4 | Nashville Predators | 2                     |                       |                       |  |    |                     |                   |                   |  |    |                     |                     |                     |
|  | C1                     |                        |                        |   | Nashville Predators | 2                     |                       |                       |  |    |                     |                   |                   |  |    |                     |                     |                     |
|  | WC                     | Dallas Stars           | 4                      |   |                     |                       |                       |                       |  |    |                     |                   |                   |  |    |                     |                     |                     |
|  | WC                     | Dallas Stars           | 4                      |   | WC                  | Dallas Stars          | 3                     |                       |  |    |                     |                   |                   |  |    |                     |                     |                     |
|  |                        |                        |                        |   | WC                  | Dallas Stars          | 3                     |                       |  |    |                     |                   |                   |  |    |                     |                     |                     |
|  |                        | C3                     | St. Louis Blues        | 4 |                     |                       |                       |                       |  |    |                     |                   |                   |  |    |                     |                     |                     |
|  | C2                     | C3                     | St. Louis Blues        | 4 | Winnipeg Jets       | 2                     |                       |                       |  |    |                     |                   |                   |  |    |                     |                     |                     |
|  | C2                     |                        |                        |   | Winnipeg Jets       | 2                     |                       |                       |  |    |                     |                   |                   |  |    |                     |                     |                     |
|  | C3                     | St. Louis Blues        | 4                      |   |                     |                       |                       |                       |  |    |                     |                   |                   |  |    |                     |                     |                     |
|  | C3                     | St. Louis Blues        | 4                      |   |                     |                       |                       |                       |  | C3 | St. Louis Blues     | 4                 |                   |  |    |                     |                     |                     |
|  | Západní konference     |                        |                        |   |                     |                       |                       |                       |  | C3 | St. Louis Blues     | 4                 |                   |  |    |                     |                     |                     |
|  |                        | P2                     | San Jose Sharks        | 2 |                     |                       |                       |                       |  |    |                     |                   |                   |  |    |                     |                     |                     |
|  | P2                     | P2                     | San Jose Sharks        | 2 | San Jose Sharks     | 4                     |                       |                       |  |    |                     |                   |                   |  |    |                     |                     |                     |
|  | P2                     |                        |                        |   | San Jose Sharks     | 4                     |                       |                       |  |    |                     |                   |                   |  |    |                     |                     |                     |
|  | P3                     | Vegas Golden Knights   | 3                      |   |                     |                       |                       |                       |  |    |                     |                   |                   |  |    |                     |                     |                     |
|  | P3                     | Vegas Golden Knights   | 3                      |   | P2                  | San Jose Sharks       | 4                     |                       |  |    |                     |                   |                   |  |    |                     |                     |                     |
|  |                        |                        |                        |   | P2                  | San Jose Sharks       | 4                     |                       |  |    |                     |                   |                   |  |    |                     |                     |                     |
|  |                        | WC                     | Colorado Avalanche     | 3 |                     |                       |                       |                       |  |    |                     |                   |                   |  |    |                     |                     |                     |
|  | P1                     | WC                     | Colorado Avalanche     | 3 | Calgary Flames      | 1                     |                       |                       |  |    |                     |                   |                   |  |    |                     |                     |                     |
|  | P1                     |                        |                        |   | Calgary Flames      | 1                     |                       |                       |  |    |                     |                   |                   |  |    |                     |                     |                     |
|  | WC                     | Colorado Avalanche     | 4                      |   |                     |                       |                       |                       |  |    |                     |                   |                   |  |    |                     |                     |                     |

## Východní konference

### Čtvrtfinále

#### Tampa Bay Lightning - Columbus Blue Jackets
| Utkání | Domácí                | Výsledek | Hosté                 | Třetiny         | Zpráva |
| ------ | --------------------- | -------- | --------------------- | --------------- | ------ |
| 1.     | Tampa Bay Lightning   | 3:4      | Columbus Blue Jackets | (3:0, 0:1, 0:3) | Zde    |
| 2.     | Tampa Bay Lightning   | 1:5      | Columbus Blue Jackets | (0:2, 0:1, 1:2) | Zde    |
| 3.     | Columbus Blue Jackets | 3:1      | Tampa Bay Lightning   | (0:0, 2:0, 1:1) | Zde    |
| 4.     | Columbus Blue Jackets | 7:3      | Tampa Bay Lightning   | (2:1, 2:2, 3:0) | Zde    |

Do semifinále play off postoupil tým Columbus Blue Jackets, když zvítězil 4:0 na zápasy.

#### New York Islanders - Pittsburgh Penguins
| Utkání | Domácí              | Výsledek | Hosté               | Třetiny               | Zpráva |
| ------ | ------------------- | -------- | ------------------- | --------------------- | ------ |
| 1.     | New York Islanders  | 4:3 PP   | Pittsburgh Penguins | (2:1, 0:1, 1:1 - 1:0) | Zde    |
| 2.     | New York Islanders  | 3:1      | Pittsburgh Penguins | (0:0, 1:1, 2:0)       | Zde    |
| 3.     | Pittsburgh Penguins | 1:4      | New York Islanders  | (1:2, 0:0, 0:2)       | Zde    |
| 4.     | Pittsburgh Penguins | 1:3      | New York Islanders  | (1:2, 0:0, 0:1)       | Zde    |

Do semifinále play off postoupil tým New York Islanders, když zvítězil 4:0 na zápasy.

#### Boston Bruins - Toronto Maple Leafs
| Utkání | Domácí              | Výsledek | Hosté               | Třetiny         | Zpráva |
| ------ | ------------------- | -------- | ------------------- | --------------- | ------ |
| 1.     | Boston Bruins       | 1:4      | Toronto Maple Leafs | (1:1, 0:2, 0:1) | Zde    |
| 2.     | Boston Bruins       | 4:0      | Toronto Maple Leafs | (2:0, 1:0, 1:1) | Zde    |
| 3.     | Toronto Maple Leafs | 3:2      | Boston Bruins       | (0:0, 3:2, 0:0) | Zde    |
| 4.     | Toronto Maple Leafs | 4:6      | Boston Bruins       | (1:2, 1:2, 2:2) | Zde    |
| 5.     | Boston Bruins       | 1:2      | Toronto Maple Leafs | (0:0, 0:0, 1:2) | Zde    |
| 6.     | Toronto Maple Leafs | 2:4      | Boston Bruins       | (1:2, 0:1, 1:1) | Zde    |
| 7.     | Boston Bruins       | 5:1      | Toronto Maple Leafs | (2:0, 0:1, 3:0) | Zde    |

Do semifinále play off postoupil tým Boston Bruins, když zvítězil 4:3 na zápasy.

#### Washington Capitals - Carolina Hurricanes
| Utkání | Domácí              | Výsledek | Hosté               | Třetiny               | Zpráva |
| ------ | ------------------- | -------- | ------------------- | --------------------- | ------ |
| 1.     | Washington Capitals | 4:2      | Carolina Hurricanes | (3:0, 0:0, 1:2)       | Zde    |
| 2.     | Washington Capitals | 4:3 PP   | Carolina Hurricanes | (2:1, 0:1, 1:1 - 1:0) | Zde    |
| 3.     | Carolina Hurricanes | 5:0      | Washington Capitals | (1:0, 2:0, 2:0)       | Zde    |
| 4.     | Carolina Hurricanes | 2:1      | Washington Capitals | (1:0, 1:1, 0:0)       | Zde    |
| 5.     | Washington Capitals | 6:0      | Carolina Hurricanes | (1:0, 2:0, 3:0)       | Zde    |
| 6.     | Carolina Hurricanes | 5:2      | Washington Capitals | (1:2, 1:0, 3:0)       | Zde    |
| 7.     | Washington Capitals | 3:4 PP   | Carolina Hurricanes | (2:0, 1:2, 0:1 - 0:1) | Zde    |

Do semifinále play off postoupil tým Carolina Hurricanes, když zvítězil 4:3 na zápasy.

### Semifinále

#### New York Islanders - Carolina Hurricanes
| Utkání | Domácí              | Výsledek | Hosté               | Třetiny               | Zpráva |
| ------ | ------------------- | -------- | ------------------- | --------------------- | ------ |
| 1.     | New York Islanders  | 0:1 PP   | Carolina Hurricanes | (0:0, 0:0, 0:0 - 0:1) | Zde    |
| 2.     | New York Islanders  | 1:2      | Carolina Hurricanes | (1:0, 0:0, 0:2)       | Zde    |
| 3.     | Carolina Hurricanes | 3:2      | New York Islanders  | (1:1, 1:1, 3:0)       | Zde    |
| 4.     | Carolina Hurricanes | 5:2      | New York Islanders  | (1:1, 3:0, 1:1)       | Zde    |

Do finále konference play off postoupil tým Carolina Hurricanes, když zvítězil 4:0 na zápasy.

#### Boston Bruins -  Columbus Blue Jackets
| Utkání | Domácí                | Výsledek | Hosté                 | Třetiny               | Zpráva |
| ------ | --------------------- | -------- | --------------------- | --------------------- | ------ |
| 1.     | Boston Bruins         | 3:2 PP   | Columbus Blue Jackets | (1:0, 0:0, 1:2 - 1:0) | Zde    |
| 2.     | Boston Bruins         | 2:3 PP   | Columbus Blue Jackets | (1:0, 1:2, 0:0 - 0:1) | Zde    |
| 3.     | Columbus Blue Jackets | 2:1      | Boston Bruins         | (1:0, 1:1, 0:0)       | Zde    |
| 4.     | Columbus Blue Jackets | 1:4      | Boston Bruins         | (1:2, 0:0, 0:2)       | Zde    |
| 5.     | Boston Bruins         | 4:3      | Columbus Blue Jackets | (0:0, 1:0, 3:3)       | Zde    |
| 6.     | Columbus Blue Jackets | 0:3      | Boston Bruins         | (0:0, 0:1, 0:2)       | Zde    |

Do finále konference play off postoupil tým Boston Bruins, když zvítězil 4:2 na zápasy.

### Finále konference

#### Boston Bruins - Carolina Hurricanes
| Utkání | Domácí              | Výsledek | Hosté               | Třetiny         | Zpráva |
| ------ | ------------------- | -------- | ------------------- | --------------- | ------ |
| 1.     | Boston Bruins       | 5:2      | Carolina Hurricanes | (1:1, 0:1, 4:0) | Zde    |
| 2.     | Boston Bruins       | 6:2      | Carolina Hurricanes | (2:0, 2:0, 2:2) | Zde    |
| 3.     | Carolina Hurricanes | 1:2      | Boston Bruins       | (0:0, 1:2, 0:0) | Zde    |
| 4.     | Carolina Hurricanes | 0:4      | Boston Bruins       | (0:0, 0:2, 0:2) | Zde    |

Do finále Stanley Cupu play off postoupil tým Boston Bruins, když zvítězil 4:0 na zápasy.

## Západní konference

### Čtvrtfinále

#### San Jose Sharks - Vegas Golden Knights
| Utkání | Domácí               | Výsledek | Hosté                | Třetiny               | Zpráva |
| ------ | -------------------- | -------- | -------------------- | --------------------- | ------ |
| 1.     | San Jose Sharks      | 5:2      | Vegas Golden Knights | (1:0, 3:1, 1:1)       | Zde    |
| 2.     | San Jose Sharks      | 3:5      | Vegas Golden Knights | (3:3, 0:1, 0:1)       | Zde    |
| 3.     | Vegas Golden Knights | 6:3      | San Jose Sharks      | (2:1, 2:0, 2:2)       | Zde    |
| 4.     | Vegas Golden Knights | 5:0      | San Jose Sharks      | (2:0, 1:0, 2:0)       | Zde    |
| 5.     | San Jose Sharks      | 5:2      | Vegas Golden Knights | (2:1, 1:0, 2:1)       | Zde    |
| 6.     | Vegas Golden Knights | 1:2 PP   | San Jose Sharks      | (0:1, 1:0, 0:0 - 0:1) | Zde    |
| 7.     | San Jose Sharks      | 5:4 PP   | Vegas Golden Knights | (0:1, 0:1, 4:2 - 1:0) | Zde    |

Do semifinále play off postoupil tým San Jose Sharks, když zvítězil 4:3 na zápasy.

#### Calgary Flames - Colorado Avalanche
| Utkání | Domácí             | Výsledek | Hosté              | Třetiny               | Zpráva |
| ------ | ------------------ | -------- | ------------------ | --------------------- | ------ |
| 1.     | Calgary Flames     | 4:0      | Colorado Avalanche | (0:0, 2:0, 2:0)       | Zde    |
| 2.     | Calgary Flames     | 2:3 PP   | Colorado Avalanche | (0:0, 1:1, 1:1 - 0:1) | Zde    |
| 3.     | Colorado Avalanche | 6:2      | Calgary Flames     | (3:0, 2:1, 1:1))      | Zde    |
| 4.     | Colorado Avalanche | 3:2 PP   | Calgary Flames     | (0:0, 0:1, 2:1 - 1:0) | Zde    |
| 5.     | Calgary Flames     | 1:5      | Colorado Avalanche | (1:2, 0:2, 0:1)       | Zde    |

Do semifinále play off postoupil tým Colorado Avalanche, když zvítězil 4:1 na zápasy.

#### Winnipeg Jets - St. Louis Blues
| Utkání | Domácí          | Výsledek | Hosté           | Třetiny             | Zpráva |
| ------ | --------------- | -------- | --------------- | ------------------- | ------ |
| 1.     | Winnipeg Jets   | 1:2      | St. Louis Blues | (1:0, 0:0, 0:2)     | Zde    |
| 2.     | Winnipeg Jets   | 3:4      | St. Louis Blues | (1:1, 2:2, 0:1)     | Zde    |
| 3.     | St. Louis Blues | 3:6      | Winnipeg Jets   | (1:0, 0:3, 2:3)     | Zde    |
| 4.     | St. Louis Blues | 1:2 PP   | Winnipeg Jets   | (0:0, 0:0, 1:1-0:1) | Zde    |
| 5.     | Winnipeg Jets   | 2:3      | St. Louis Blues | (2:0, 0:0, 0:3)     | Zde    |
| 6.     | St. Louis Blues | 3:2      | Winnipeg Jets   | (1:0, 1:0, 1:2)     | Zde    |

Do semifinále play off postoupil tým St. Louis Blues, když zvítězil 4:2 na zápasy.

#### Nashville Predators - Dallas Stars
| Utkání | Domácí              | Výsledek | Hosté               | Třetiny               | Zpráva |
| ------ | ------------------- | -------- | ------------------- | --------------------- | ------ |
| 1.     | Nashville Predators | 2:3      | Dallas Stars        | (1:0, 0:1, 1:2)       | Zde    |
| 2.     | Nashville Predators | 2:1 PP   | Dallas Stars        | (0:0, 1:1, 0:0 - 1:0) | Zde    |
| 3.     | Dallas Stars        | 2:3      | Nashville Predators | (0:0, 1:2, 1:1)       | Zde    |
| 4.     | Dallas Stars        | 5:1      | Nashville Predators | (4:0, 1:0, 0:1)       | Zde    |
| 5.     | Nashville Predators | 3:5      | Dallas Stars        | (1:1, 1:3, 1:1)       | Zde    |
| 6.     | Dallas Stars        | 2:1 PP   | Nashville Predators | (0:1, 1:0, 0:0 - 1:0) | Zde    |

Do semifinále play off postoupil tým Dallas Stars, když zvítězil 4:2 na zápasy.

### Semifinále

#### St. Louis Blues - Dallas Stars
| Utkání | Domácí          | Výsledek | Hosté           | Třetiny               | Zpráva |
| ------ | --------------- | -------- | --------------- | --------------------- | ------ |
| 1.     | St. Louis Blues | 3:2      | Dallas Stars    | (1:0, 1:1, 1:1)       | Zde    |
| 2.     | St. Louis Blues | 2:4      | Dallas Stars    | (1:3, 0:0, 1:1)       | Zde    |
| 3.     | Dallas Stars    | 3:4      | St. Louis Blues | (1:1, 0:1, 2:2)       | Zde    |
| 4.     | Dallas Stars    | 4:2      | St. Louis Blues | (2:1, 2:0, 0:1)       | Zde    |
| 5.     | St. Louis Blues | 1:2      | Dallas Stars    | (0:1, 0:1, 1:0)       | Zde    |
| 6.     | Dallas Stars    | 1:4      | St. Louis Blues | (1:1, 0:1, 0:2)       | Zde    |
| 7.     | St. Louis Blues | 2:1 PP   | Dallas Stars    | (1:1, 0:0, 0:0 - 1:0) | Zde    |

Do finále konference play off postoupil tým St. Louis Blues, když zvítězil 4:3 na zápasy.

#### San Jose Sharks - Colorado Avalanche
| Utkání | Domácí             | Výsledek | Hosté              | Třetiny               | Zpráva |
| ------ | ------------------ | -------- | ------------------ | --------------------- | ------ |
| 1.     | San Jose Sharks    | 5:2      | Colorado Avalanche | (1:1, 3:1, 1:0)       | Zde    |
| 2.     | San Jose Sharks    | 3:4      | Colorado Avalanche | (1:0, 0:2, 2:2)       | Zde    |
| 3.     | Colorado Avalanche | 2:4      | San Jose Sharks    | (0:2, 1:0, 1:2)       | Zde    |
| 4.     | Colorado Avalanche | 3:0      | San Jose Sharks    | (0:0, 1:0, 2:0)       | Zde    |
| 5.     | San Jose Sharks    | 2:1      | Colorado Avalanche | (0:0, 1:1, 1:0)       | Zde    |
| 6.     | Colorado Avalanche | 4:3 PP   | San Jose Sharks    | (0:0, 2:2, 1:1 - 1:0) | Zde    |
| 7.     | San Jose Sharks    | 3:2      | Colorado Avalanche | (2:1, 1:0, 0:1)       | Zde    |

Do finále konference play off postoupil tým San Jose Sharks, když zvítězil 4:3 na zápasy.

#### San Jose Sharks - St. Louis Blues
| Utkání | Domácí          | Výsledek | Hosté           | Třetiny               | Zpráva |
| ------ | --------------- | -------- | --------------- | --------------------- | ------ |
| 1.     | San Jose Sharks | 6:3      | St. Louis Blues | (2:1, 3:1, 1:1)       | Zde    |
| 2.     | San Jose Sharks | 2:4      | St. Louis Blues | (0:1, 2:2, 0:1)       | Zde    |
| 3.     | St. Louis Blues | 4:5 PP   | San Jose Sharks | (0:2, 4:1, 0:1 - 0:1) | Zde    |
| 4.     | St. Louis Blues | 2:1      | San Jose Sharks | (2:0, 0:0, 0:1)       | Zde    |
| 5.     | San Jose Sharks | 0:5      | St. Louis Blues | (0:1, 0:2, 0:2)       | Zde    |
| 6.     | St. Louis Blues | 5:1      | San Jose Sharks | (2:0, 1:1, 2:0)       | Zde    |

Do finále Stanley Cupu play off postoupil tým St. Louis Blues, když zvítězil 4:2 na zápasy.

## Finále Stanley Cupu

### Boston Bruins - St. Louis Blues
| Utkání | Domácí          | Výsledek | Hosté           | Třetiny               | Zpráva |
| ------ | --------------- | -------- | --------------- | --------------------- | ------ |
| 1.     | Boston Bruins   | 4:2      | St. Louis Blues | (0:1, 2:1, 2:0)       | Zde    |
| 2.     | Boston Bruins   | 2:3 PP   | St. Louis Blues | (2:2, 0:0, 0:0 - 0:1) | Zde    |
| 3.     | St. Louis Blues | 2:7      | Boston Bruins   | (0:3, 1:2, 1:2)       | Zde    |
| 4.     | St. Louis Blues | 4:2      | Boston Bruins   | (2:1, 0:1, 2:0)       | Zde    |
| 5.     | Boston Bruins   | 1:2      | St. Louis Blues | (0:0, 0:1, 1:1)       | Zde    |
| 6.     | St. Louis Blues | 1:5      | Boston Bruins   | (0:1, 0:0, 1:4)       | Zde    |
| 7.     | Boston Bruins   | 1:4      | St. Louis Blues | (0:2, 0:0, 1:2)       | Zde    |

Vítězem Stanley Cupu se stal tým  St. Louis Blues, když zvítězil 4:3 na zápasy.

## Hráčské statistiky play-off

### Kanadské bodování
Toto je konečné pořadí hráčů podle dosažených bodů. Za jeden vstřelený gól nebo přihrávku na gól hráč získal jeden bod.
| Poř. | Hráč               | Tým             | Z  | G  | A  | B  | TM | +/- |
| ---- | ------------------ | --------------- | -- | -- | -- | -- | -- | --- |
| 1.   | Brad Marchand      | Boston Bruins   | 24 | 9  | 14 | 23 | 14 | +4  |
| 2.   | Ryan O'Reilly      | St. Louis Blues | 26 | 8  | 15 | 23 | 4  | +2  |
| 3.   | Logan Couture      | San Jose Sharks | 20 | 14 | 6  | 20 | 6  | +3  |
| 4.   | Jaden Schwartz     | St. Louis Blues | 26 | 12 | 8  | 20 | 2  | +9  |
| 5.   | David Pastrňák     | Boston Bruins   | 24 | 9  | 10 | 19 | 4  | 0   |
| 6.   | Alex Pietrangelo   | St. Louis Blues | 26 | 3  | 16 | 19 | 12 | +5  |
| 7.   | Torey Krug         | Boston Bruins   | 24 | 2  | 16 | 18 | 10 | +4  |
| 8.   | Vladimir Tarasenko | St. Louis Blues | 26 | 11 | 6  | 17 | 4  | -5  |
| 9.   | Patrice Bergeron   | Boston Bruins   | 24 | 9  | 8  | 17 | 12 | +4  |
| 10.  | Charlie Coyle      | Boston Bruins   | 24 | 9  | 7  | 16 | 12 | +8  |

### Hodnocení brankářů
Toto je konečné pořadí nejlepších pěti brankářů seřazených podle průměru obdržených branek na zápas. Odchytaných minimálně 420 minut.
| Poř. | Hráč              | Tým                   | Z. | MIN  | OG | PZ  | PS  | POG  | Úsp%  |
| ---- | ----------------- | --------------------- | -- | ---- | -- | --- | --- | ---- | ----- |
| 1.   | Robin Lehner      | New York Islanders    | 8  | 452  | 15 | 218 | 233 | 1.99 | 93.56 |
| 2.   | Tuukka Rask       | Boston Bruins         | 24 | 1462 | 49 | 693 | 742 | 2.01 | 93.40 |
| 3.   | Ben Bishop        | Dallas Stars          | 13 | 813  | 30 | 412 | 442 | 2.21 | 93.21 |
| 4.   | Philipp Grubauer  | Colorado Avalanche    | 12 | 736  | 28 | 344 | 372 | 2.28 | 92.47 |
| 5.   | Sergej Bobrovskij | Columbus Blue Jackets | 10 | 625  | 25 | 305 | 330 | 2.40 | 92.42 |